# Замок Окаяма
Замок Окаяма (яп. 岡山城 Окаяма-дзё:) — японский замок, находящийся в городе Окаяма префектуры Окаяма.

## История
Замок Окаяма строился в период с 1346 по 1369 год аристократическим родом Нава. Перестраивался в 1573—1597 годах, реконструкцию закончил даймё Укита Хидэиэ. В годы Второй мировой войны, летом 1945 года, был разрушен бомбардировкой, восстановлен в 1964—1966 годах.
Принадлежал родам Нава (с 1346 года), Канамицу (1521—1528), Укита (1570—1600), Кобаякава (1600—1602), Икэда (1602—1869). С 1869 года — в ведении государства.
Из-за своего чёрного цвета, весьма необычного для японских построек, замок Окаяма назывался также замок Воронов (яп. 烏城 У-дзё:). В Японии существуют несколько замков, носящих такое неофициальное название, например, замок Мацумото, также носящий наименование «вороньего», и замок Кумамото в одноименной префектуре.
Напротив замка находится парк Кораку-эн.